# 新場陳家大院
新場陳家大院位於四川省成都市大邑縣新場鎮同心村11組。建築為清光緒年間武舉陳炳勳修建，二重兩天井四合院佈局，整個建築坐南朝北，由門廳、過廳、東廂房、正房等五部分組成，占地面積700平方公尺。建築皆為懸山屋頂，上蓋小青瓦，穿斗式梁架結構，柱礎為圓形，整個建築中還大量使用吊花、駝峰、簷口角花、撐弓等建築構件，構件上多雕刻有紋飾圖案。新場陳家大院為研究川西平原清代民居建築特點提供了重要的實物資料。2008年，新場陳家大院被成都市大邑縣人民政府公佈為縣級文物保護單位。2012年7月16日公佈為第八批四川省文物保護單位。